# IX. obvod (Budapešť)
IX. obvod, jinak nazýván Ferencváros, leží v centru Budapešti na levém břehu Dunaje. Jeho název znamená Františkovo Město na počest císaře Františka I.

## Poloha
IX. obvod leží v centru Budapešti na levém břehu Dunaje. Sousedí s V., VIII., X., XIX. a XX. obvodem. Jeho západní hranici tvoří řeka Dunaj.

## Historie
Část Ferencváros byla jmenována roku 1792. V roce 1792 a 1838 domy poničila povodeň. Místo je výhodné pro zemědělství kvůli toku Dunaje a proto zde byly na konci 19. století zakládány mlýny a jiné hospodářské budovy. Díky aktivním politikům a to zejména v roce 1990 byly staré rezidenční čtvrti působivě zrekonstruovány.

## Doprava
- metro, autobusy, tramvaje
- vlakové nádraží

## Pamětihodnosti
- Nové Národní divadlo (Budapešť)
- Palác umění (Ferencváros)
- Kostel sv. Františka z Assisi (Ferencváros)
- Kostel sv. Kříže (Ferencváros)
- Kostel sv. Vincence z Pauly (Ferencváros)
- Korvínova univerzita v Budapešti
- Semmelweisova univerzita v Budapešti
- Muzeum užitého umění
- Rodný dům Józsefa Attily

### Galerie

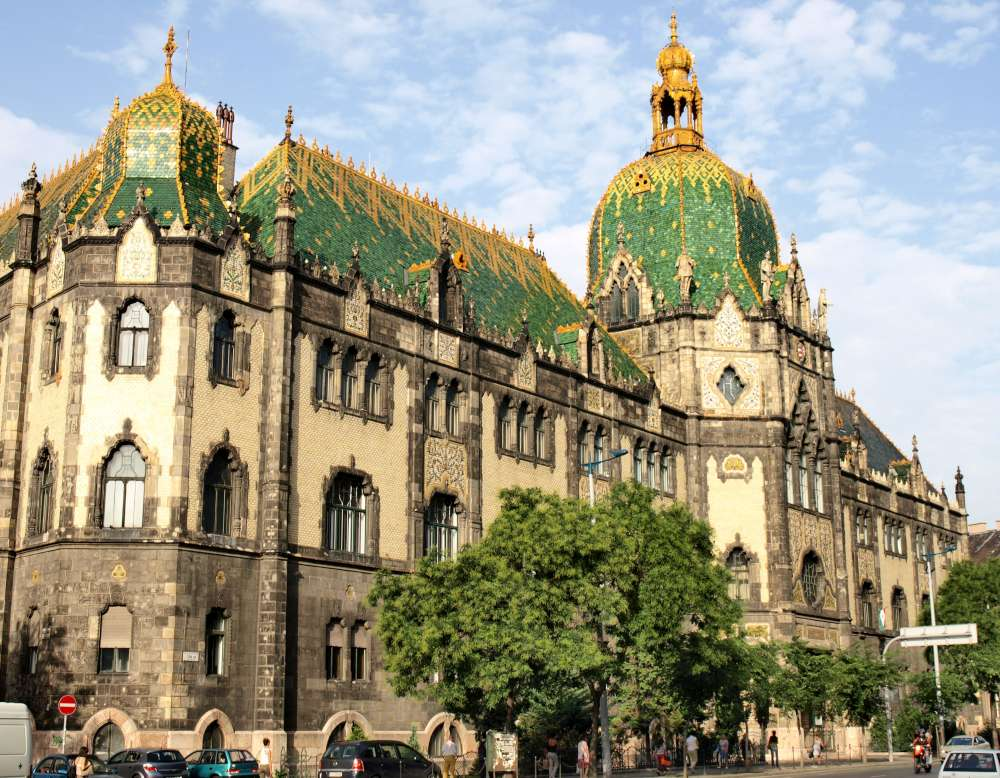
Muzeum užitého umění
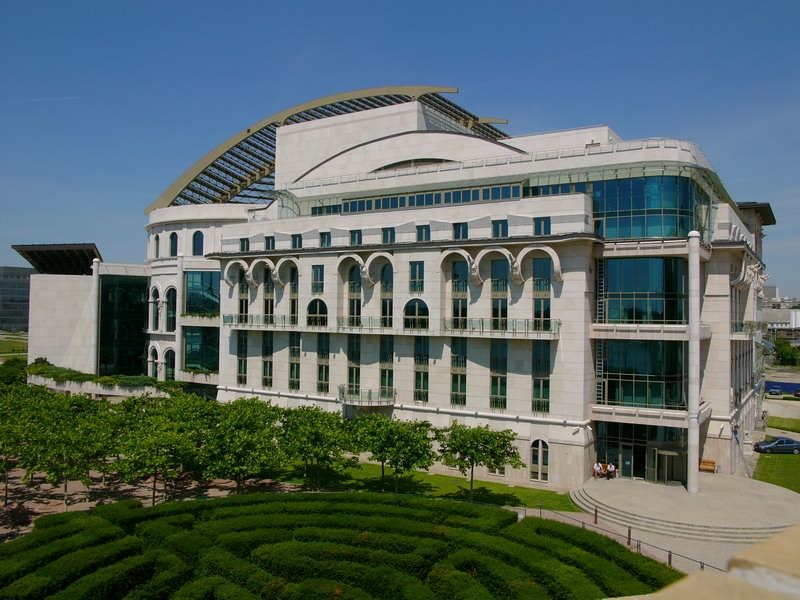
Národní divadlo
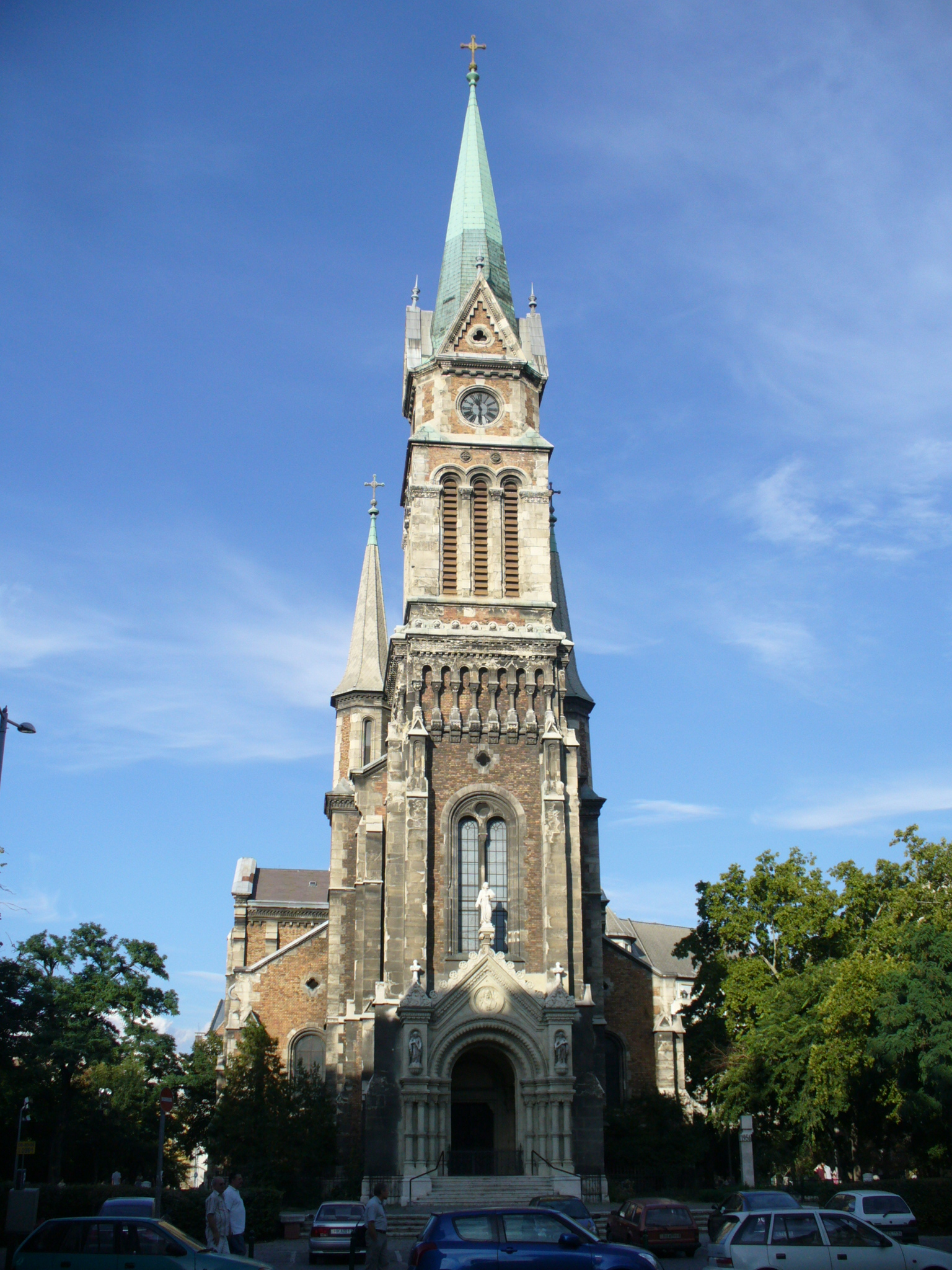
Farní kostel Ferencváros
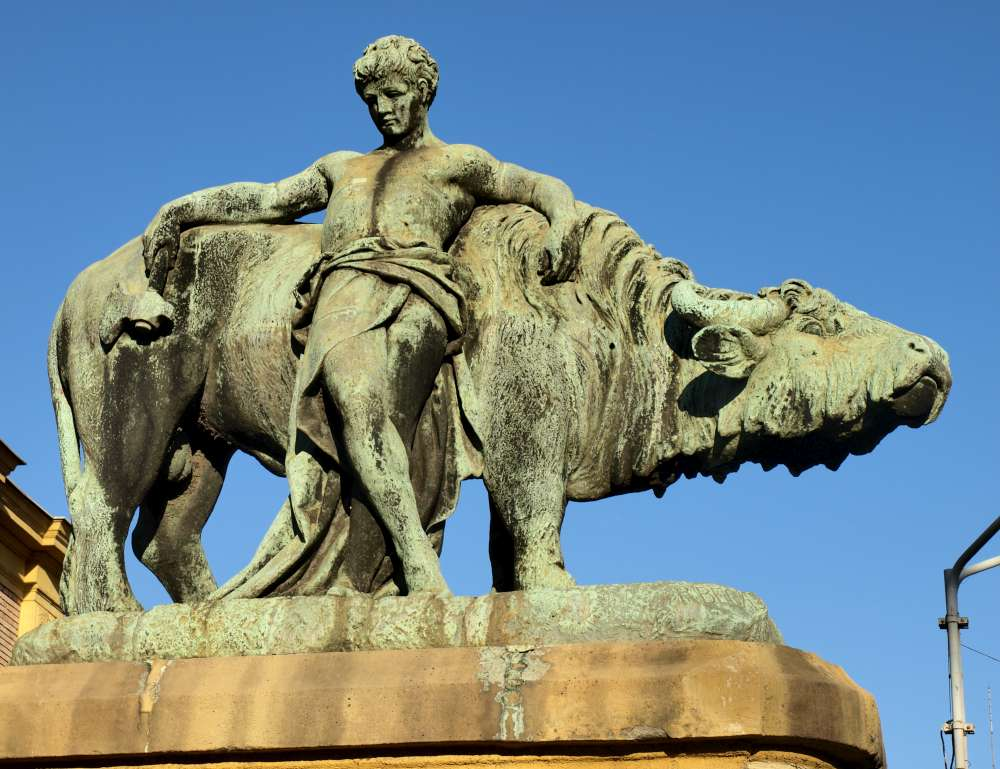
Socha na jatkách

## Partnerská města
- Kráľovský Chlmec, Slovensko
- Kanjiža, Srbsko
- Sfântu Gheorghe, Rumunsko
- Majadahonda, Španělsko